# Rapiniamo il duce
Rapiniamo il duce és una pel·lícula de comèdia dramàtica històrica italiana del 2022 dirigida per Renato De Maria. S'ha subtitulat al català.

## Repartiment
- Pietro Castellitto com a Pietro Lamberti "Isola"
- Matilda De Angelis com a Gianna Ascari "Yvonne"
- Tommaso Ragno com a Marcello Davoli
- Isabella Ferrari com a Nora Cavalieri
- Alberto Astorri com a Molotov
- Maccio Capatonda com a Giovanni Fabbri
- Luigi Fedele com a Amedeo
- Coco Rebecca Edogamhe com a Hessa
- Maurizio Lombardi com el marquès Camillo Serbelloni
- Lorenzo De Moor com a Ahab
- Luca Lo Destro com a Maghreb
- Filippo Timi com el secretari federal Achille Borsalino
- Giorgio Antonini com a Leonida, esbirro d'en Borsalino

## Rebuda
En la seva crítica per a Cineuropa, Davide Abbatescianni va definir la pel·lícula com "una altra oportunitat perduda". Va destacar com "les interpretacions, que estan tristament per sota de la normalitat, estan molt restringides per un guió feble pel que fa a la construcció de personatges, i són superficials quan s'explora el conflicte". Va afegir que "les trames narratives de la pel·lícula són decebedorament previsibles".